# 勾股数
勾股数，又名商高數或勾股數（Pythagorean triple），是由三个正整数组成的数组；能符合勾股定理（毕式定理）「{\displaystyle a^{2}+b^{2}=c^{2}}」之中，{\displaystyle (a,b,c)}的正整数解。而且，基于勾股定理的逆定理，任何边长是勾股数组的三角形都是直角三角形。
如果{\displaystyle (a,b,c)}是勾股数，它们的正整数倍数，也是勾股数，即{\displaystyle (na,nb,nc)}也是勾股数。若果{\displaystyle (a,b,c)}三者互质（它们的最大公因数是 1），它们就称为素勾股数或本原勾股數組。

## 找出素勾股数
以下的方法可用来找出素勾股数。设{\displaystyle m>n}、{\displaystyle m}和{\displaystyle n}均是正整数，
{\displaystyle a=m^{2}-n^{2}}
{\displaystyle b=2mn}
{\displaystyle c=m^{2}+n^{2}}
若{\displaystyle m}和{\displaystyle n}是互质，而且{\displaystyle m}和{\displaystyle n}為一奇一偶，计算出来的{\displaystyle (a,b,c)}就是素勾股数。（若{\displaystyle m}和{\displaystyle n}都是奇数，{\displaystyle (a,b,c)}就会全是偶数，不符合互质。）
所有素勾股数可用上述列式当中找出，这亦可推论到数学上存在无穷多的素勾股数。

## 例子
以下是小于 100 的素勾股数：
| {\displaystyle a} | {\displaystyle b} | {\displaystyle c} |
| ----------------- | ----------------- | ----------------- |
| 3                 | 4                 | 5                 |
| 5                 | 12                | 13                |
| 7                 | 24                | 25                |
| 8                 | 15                | 17                |
| 9                 | 40                | 41                |
| 11                | 60                | 61                |
| 12                | 35                | 37                |
| 13                | 84                | 85                |
| 16                | 63                | 65                |
| 20                | 21                | 29                |
| 28                | 45                | 53                |
| 33                | 56                | 65                |
| 36                | 77                | 85                |
| 39                | 80                | 89                |
| 48                | 55                | 73                |
| 65                | 72                | 97                |

有些勾股数组可以有同一个最小的勾股数。第一个例子是 20 ，它在以下两组勾股数之中出现：{\displaystyle (20,21,29)}与{\displaystyle (20,99,101)}。
其中最先例子是5，它在以下兩組勾股數之中出現{\displaystyle (3,4,5)}及{\displaystyle (5,12,13)}。
在 15,386 组素勾股数的 1229779565176982820 ，它的最小与最大的勾股数组是：
{\displaystyle 1229779565176982820}
{\displaystyle 1230126649417435981}
{\displaystyle 1739416382736996181}
与
{\displaystyle 1229779565176982820}
{\displaystyle 378089444731722233953867379643788099}
{\displaystyle 378089444731722233953867379643788101}
试考虑它的质因数分解
{\displaystyle 1229779565176982820=2^{2}\times 3\times 5\times 7\times 11\times 13\times 17\times 19\times 23\times 29\times 31\times 37\times 41\times 43\times 47}
它质因数的个数涉及不少素勾股数。当然，数学上存在比它大的素勾股数。

## 性質
對於本原勾股數組{\displaystyle (a,b,c)}，{\displaystyle a^{2}+b^{2}=c^{2}}，我們有
- {\displaystyle a,b,c}兩兩互質
- {\displaystyle a,b}其中一個是3的倍數
- {\displaystyle a,b}其中一個是4的倍數
- {\displaystyle a,b,c}其中一個是5的倍數

對於第二、三、四條性質的證明：
利用完全平方數{\displaystyle \equiv 0,1{\pmod {3}}} 若{\displaystyle a,b}都不是3的倍數，則{\displaystyle a^{2}+b^{2}\equiv 2{\pmod {3}}}，導致{\displaystyle c^{2}\equiv 2{\pmod {3}}} 矛盾，所以{\displaystyle a,b}一定有且只有一個數是3的倍數。
因為{\displaystyle (a,b,c)}是本原勾股數組，所以必有{\displaystyle a,b}一奇一偶。不妨設{\displaystyle a}為奇數，{\displaystyle b}為偶數，這時候對{\displaystyle a^{2}+b^{2}=c^{2}}兩邊同時{\displaystyle {\bmod {8}}}，則會得到{\displaystyle b^{2}\equiv 0{\pmod {8}}}，故{\displaystyle 4\mid b}，所以{\displaystyle a,b}一定有且只有一個數是4的倍數。
利用完全平方數{\displaystyle \equiv 0,1,4{\pmod {5}}} 若{\displaystyle a,b,c}都不是5的倍數，則{\displaystyle a^{2}+b^{2}\equiv 0}或{\displaystyle 2}或{\displaystyle 3{\pmod {5}}}，而{\displaystyle c^{2}\equiv 1} 或{\displaystyle 4{\pmod {5}}}，矛盾，所以{\displaystyle a,b,c}一定有且只有一個數是5的倍數。
證畢。

## 找尋勾股數的小技巧
若需要一組最小數為奇數的勾股數，可任意選取一個 3 或以上的奇數，將該數自乘為平方數，除以 2，答案加減 0.5 可得到兩個新的數字，這兩個數字連同一開始選取的奇數，三者必定形成一組勾股數。但卻不一定是以這個選取數字為起首勾股數的最小可能或唯一可能，例如{\displaystyle (27,364,365)}並非是以 27 為起首的唯一勾股數，因為存在另一個勾股數是{\displaystyle (27,36,45)}，同樣也以 27 為首。
對於任何大於1的整數{\displaystyle x}，{\displaystyle x^{2}+1}、{\displaystyle x^{2}-1}與{\displaystyle 2x}，三個數必為畢氏數，例如：代入{\displaystyle x}為2，則{\displaystyle x^{2}+1}為5，{\displaystyle x^{2}-1}為3，{\displaystyle 2x}為4，{\displaystyle (3,4,5)}為一組畢氏數。

## 推廣
费马最后定理指出，若{\displaystyle a^{n}+b^{n}=c^{n}}，而{\displaystyle n}是大于 2 的整数，{\displaystyle (a,b,c)}即没有正整数解。